# Sarcophaga subvicina
Sarcophaga subvicina är en tvåvingeart som beskrevs av Baranov 1937. Sarcophaga subvicina ingår i släktet Sarcophaga och familjen köttflugor. Arten är reproducerande i Sverige. Inga underarter finns listade i Catalogue of Life.